# Файзов, Данил
Дании́л Па́влович Фа́йзов (род. 24 января 1978, Игарка, Туруханский район Красноярского края, РСФСР, СССР) — российский поэт, культуртрегер.

## Биография
Данил Файзов родился в городе Игарка Красноярского края. С 6 лет жил в Вологде, с 20 — в Москве. Окончил три курса исторического факультета ВГПУ. В 2003 году окончил Литературный институт (семинар Татьяны Бек и Сергея Чупринина).
В 2000-е Данил Файзов работал в московском клубе «Проект О.Г.И.» продавцом книг.
В настоящее время[какое?] — сотрудник Государственного Литературного музея.
Как поэт и куратор, Файзов участвовал в многочисленных международных, московских и региональных поэтических фестивалях и книжных выставках.
В 2004 году вместе с Юрием Цветковым Д. Файзов основал Проект «Культурная Инициатива», занимающийся организацией литературных мероприятий. Наиболее известные события, организованные «Культурной Инициативой»: презентации книг известных писателей: В. Аксенова, А.Битова, Л.Улицкой, Д. Быкова и др., циклы литературных вечеров, посвященных современному литературному процессу, проблемам художественного перевода, развитию поэтического творчества и русскому языку и др. Проект «КИ» участвовал в организации ряда культурных проектов — симпозиумов, семинаров, круглых столов, среди которых: III Международный симпозиум «Русская словесность в мировом культурном контексте», «Банные чтения» издательства «НЛО», семинар молодых писателей в Липках, пресс-конференции и семинары литературной премии «Дебют», Сапгировские чтения в РГГУ и др., в книжных ярмарках: Non-fiction, ММКВЯ, «Бульвар читателей», «Пища для ума»; поэтических фестивалей в России, на Украине, в Казахстане, Румынии, Эстонии. Значимыми событиями в работе «КИ» стали открытие поэтического магазина «КнигИ» и культурно-просветительского сайта www.kultinfo.ru, посвященного современной литературе.
Проект «Культурная Инициатива» был награждён почётным дипломом журнала «Октябрь» (за цикл вечеров «Поэты за стеклом», 2006), вошёл в шорт-лист премии Андрея Белого (в номинации «Литературные проекты и критика», 2009).
Стихи Данила Файзова публиковались в журналах «Арион», «Знамя», «Интерпоэзия», «Новый берег», «Новый мир», «ШО», «Таволга» и др., в сборниках и антологиях. Автор книг стихов: «Переводные картинки» (М.: АРГО-РИСК, 2007), «Третье сословие» (М.: Воймега, 2015), «Именно то стихотворение которое мне сегодня необходимо» (М.: ОГИ, 2020), «Часть жизни» (совместно с Юрием Цветковым) (М.: Совпадение, 2021), «Хинин» (М.: Время, 2023), «Поиграй да отдай» (М.: Стеклограф, 2024).
Член Оргкомитета Международного фестиваля «Биеннале поэтов в Москве» (2009, 2011, 2013, 2015, 2017, 2019), один из организаторов поэтического фестиваля М-8 (Вологда).
В 2006 году Данил стал одним из организаторов премии «Живая вода», номинанты премии выбираются из числа поэтов — участников Живого Журнала.